# Лас Ломита (Тексас)
Лас Ломита (енгл. Las Lomitas) насељено је место без административног статуса у америчкој савезној држави Тексас.

## Демографија
По попису из 2010. године број становника је 244, што је 23 (-8,6%) становника мање него 2000. године.
| Група             | 2000.       | 2010.       |
| Белци             | 18 (6,7%)   | 6 (2,5%)    |
| Афроамериканци    | 0 (0,0%)    | 0 (0,0%)    |
| Азијати           | 0 (0,0%)    | 0 (0,0%)    |
| Хиспаноамериканци | 249 (93,3%) | 232 (95,1%) |
| Укупно            | 267         | 244         |